# Steffen Seibert
Steffen Rüdiger Seibert, född 7 juni 1960 i München, är en tysk journalist och före detta programledare. Han har tidigare varit chef för den tyska förbundsregeringens press- och informationskontor och talesperson för den tyska regeringen från 2010 till 2021. Under sin ämbetstid var Seibert statssekreterare. Från slutet av 2016 var Seibert medlem av den tyska regeringens kabinettskommitté för Brexit; en kommitté avsedd för diskussioner ministrar emellan om organisatoriska och strukturella frågor i samband med Storbritanniens EU-utträde.